# Stéphanie Bouvard
Stéphanie Bouvard, née le 27 mai 1872 à Lyon et morte le 16 juillet 1956 à Argenteuil, est une syndicaliste socialiste et féministe française s'étant opposée à la Première Guerre mondiale.

## Biographie

### Naissance et origine
Stéphanie Bouvard naît à Lyon le 27 mai 1872 d'une mère syndicaliste et féministe.

### Débuts syndicalistes
Avec sa sœur Marguerite et leur mère, Stéphanie Bouvard participe en 1896 à la création du syndicat des fleuristes-plumassières et devient déléguée de ce syndicat à la Bourse du travail de Paris et au congrès international de la condition et des droits des femmes du 5 au 8 septembre 1900 à Paris. Elle est également déléguée au congrès du travail féminin de 1907 et gérante de La Solidarité, coopérative socialiste dans le XVIIIe arrondissement de Paris.

### Engagement socialiste en 1914 et 1915
Elle est élue suppléante de Louise Saumoneau à la fédération socialiste de la Seine, avant d'y entrer en avril 1914, puis d'en sortir en 1915 pour suivre Louise Saumoneau au Comité d'action féministe socialiste pour la paix contre le chauvinisme qu'elle représente à la Conférence internationale socialiste des femmes de mars 1915 à Berne. Elle prend la tête du comité lorsque Louise Simoneau est arrêtée en octobre de la même année et plaide pour la libération de celle-ci lors d'un meeting à Zimmerwald, deux mois après la conférence de Zimmerwald.

### Engagement pacifiste
En 1917, elle est dans le comité exécutif du Comité pour la reprise des relations internationales, auparavant Comité d'action international, groupe de femmes pacifistes actives contre la Première Guerre mondiale.

### Engagement socialiste post-Première Guerre mondiale
Elle participe à la reconstruction de la SFIO et joue un rôle important dans le Groupe des femmes socialistes jusqu'en 1924.

### Mort
Elle meurt le 16 juillet 1956 à Argenteuil.